# 戸沢正成
戸沢 正成（とざわ まさなり、貞享3年（1686年） － 享保19年11月25日（1734年12月19日））は出羽新庄藩3代藩主・戸沢正庸の養嗣子。正室は同藩2代藩主の戸沢正誠の娘。従五位下、筑前守。旗本2千500石の鳥居成勝の三男。

## 略歴
新庄藩戸沢氏は、藩祖の戸沢政盛の正室やその婿養子で鳥居氏出身の戸沢定盛など、鳥居氏との縁戚関係があった。
養子として新庄藩嫡子となり、正徳3年（1713年）に筑前守に叙任された。しかし、享保19年（1734年）に養父の正庸に先立って死去し、家督を相続することはなかった。